# ウルズの泉

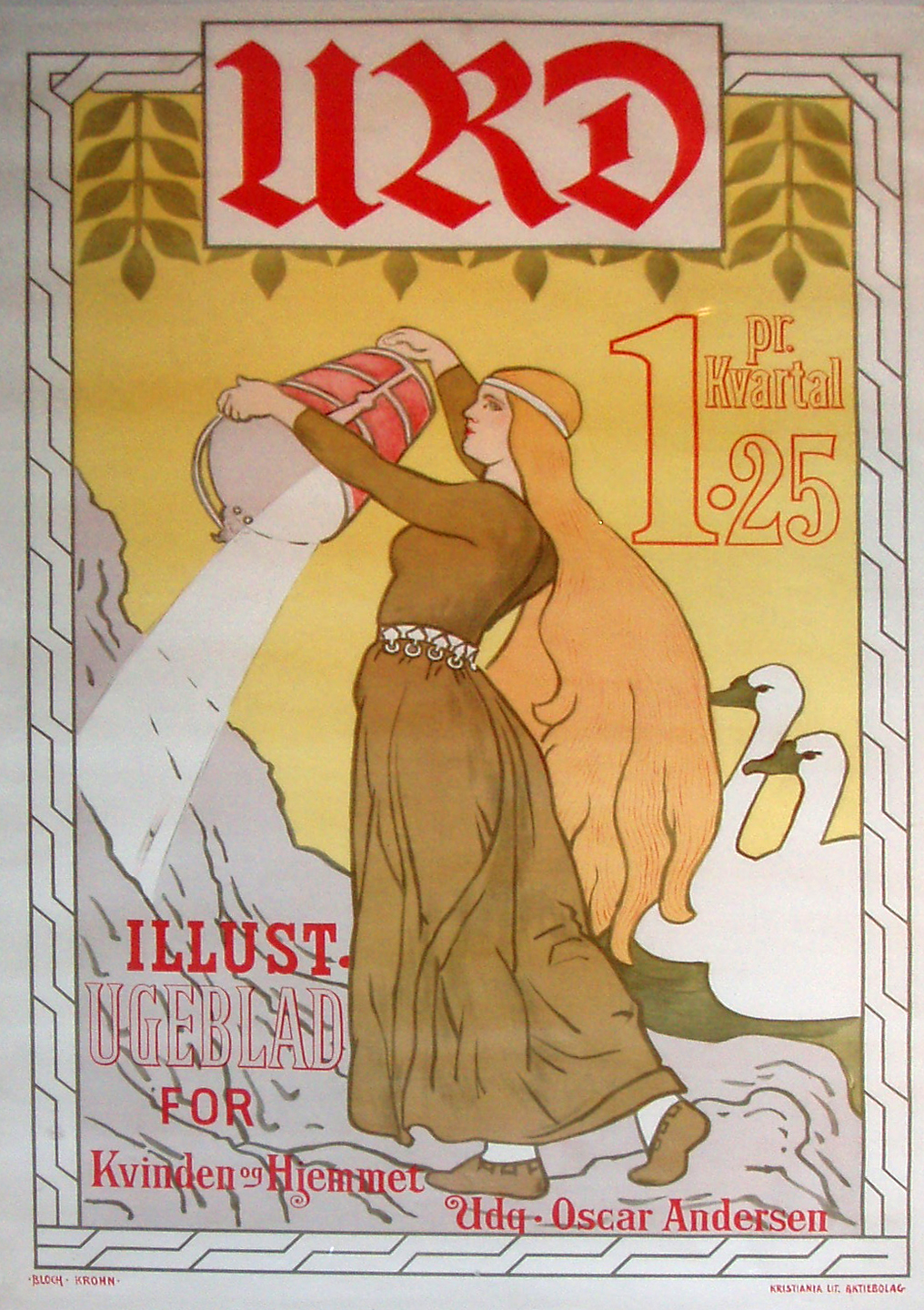
ユグドラシルに水を注ぐノルン。

ウルズの泉（ウルズのいずみ、ウルザルブルン、古ノルド語: Urðarbrunnr）とは、北欧神話に登場する世界樹ユグドラシルの3本に分かれた根のうち、アースガルズに向かう根の直下にある泉である。
名前は運命の女神、ノルンたち（ノルニル）の一柱で、三姉妹の長女ウルズに由来し、泉水は強力な浄化作用を持っている。大蛇ニーズヘッグをはじめとした沢山の蛇たちがユグドラシルの根を囓り、ユグドラシルの枝の若芽を4頭の牡鹿に囓られて弱っているのだが、ノルンたちはユグドラシルが枯れないよう、ウルズの泉の水と泥を混ぜたものを常に注いでおり、おかげで樹勢が保たれている。
この泉は神聖視され、そこにアースの神々の法廷があった。毎朝彼らはビフレストを渡ってそこに行った。
この他ユグドラシルの伸ばす根のうち、ニヴルヘイムへ伸びる根の下にはフヴェルゲルミルが、また霜の巨人のところへ伸びる根の下にはミーミルの泉がある。